# Italienische Fußballmeisterschaft 1899
Die Italienische Fußballmeisterschaft 1899 war die zweite italienische Fußballmeisterschaft, die von der Federazione Italiana Giuoco Calcio (FIGC) ausgetragen wurde.

## Organisation
Vom 27. März bis zum 9. April 1899 fanden die Ausscheidungsspiele für das Finale statt. Da die SG Sampierdarenese zurückzog, richtete sich das Reglement nach dem Davis Cup im Tennis. Der Titelverteidiger CFC Genua trat damit erst im Finale im eigenen Stadion an.
Das Finale wurde am 16. April 1899 vor 150 Zuschauern auf dem Campo Sportivo di Ponte Carrega in Genua ausgetragen, hierbei handelte es sich um die Wiederauflage des Finals des Jahres 1898. Erneut siegte der CFC Genua gegen Internazionale Torino, diesmal mit 3:1, und gewann die Coppa Duca degli Abruzzi, die nach dem Herzog der Abruzzen benannt war.

## Teilnehmer
Neben den vier Mannschaften die schon bei der ersten Italienischen Meisterschaft 1898 teilgenommen hatten, kam nun ein zweiter Verein aus Genua hinzu, die SG Sampierdarenese. Jedoch trat dieser Verein nicht zum Ausscheidungsspiel gegen den amtierenden Meister CFC Genua an, sondern gab forfait.
- CFC Genua
- SG Sampierdarenese
- Football Club Torinese
- Internazionale Torino
- Reale Società Ginnastica Torino

## Resultate

### Ausscheidungsrunde
Dieses Spiel entschied über den Gegner von Internazionale Torino im Halbfinale. Interessanterweise wurden zunächst 80 Minuten und danach eine Verlängerung von einer halben Stunde gespielt.
|                   | Ergebnis  |             |
| ----------------- | --------- | ----------- |
| Ginnastica Torino | 2:0 n. V. | FC Torinese |

### Halbfinale
|                       | Ergebnis        |                    |
| --------------------- | --------------- | ------------------ |
| CFC Genua             | ?:? (2:0 i. E.) | SG Sampierdarenese |
| Internazionale Torino | 2:0             | Ginnastica Torino  |

### Finale
|           | Ergebnis  |                       |
| --------- | --------- | --------------------- |
| CFC Genua | 3:1 n. V. | Internazionale Torino |

## Meister
Damit war der CFC Genua zum zweiten Mal in Folge italienischer Meister.
| Meister   |
| CFC Genua |

| Tor: - James Richardson Spensley Abwehr: - Ernesto De Galleani - Fausto Ghigliotti Mittelfeld: - Edoardo Pasteur I - Norman Victor Leaver - Enrico Pasteur II | Angriff: - Howard Passadoro - Charles W. Arkless - Henri Dapples - Étienne Deteindre - Joseph William Agar Spielertrainer: - James Richardson Spensley |

## Torschützen
Die Torschützen sind ohne Tore aus der regionalen Ausscheidungsrunde aufgeführt.
| Pl. | Name                      | Verein                | Tore |
| --- | ------------------------- | --------------------- | ---- |
| 1   | Albert Weber              | Internazionale Torino | 2    |
| 2   | Edoardo Bosio             | Internazionale Torino | 1    |
| 2   | Henri Dapples             | CFC Genua             | 1    |
| 2   | Norman Victor Leaver      | CFC Genua             | 1    |
| 2   | James Richardson Spensley | CFC Genua             | 1    |